# Franz Sales Lochbihler

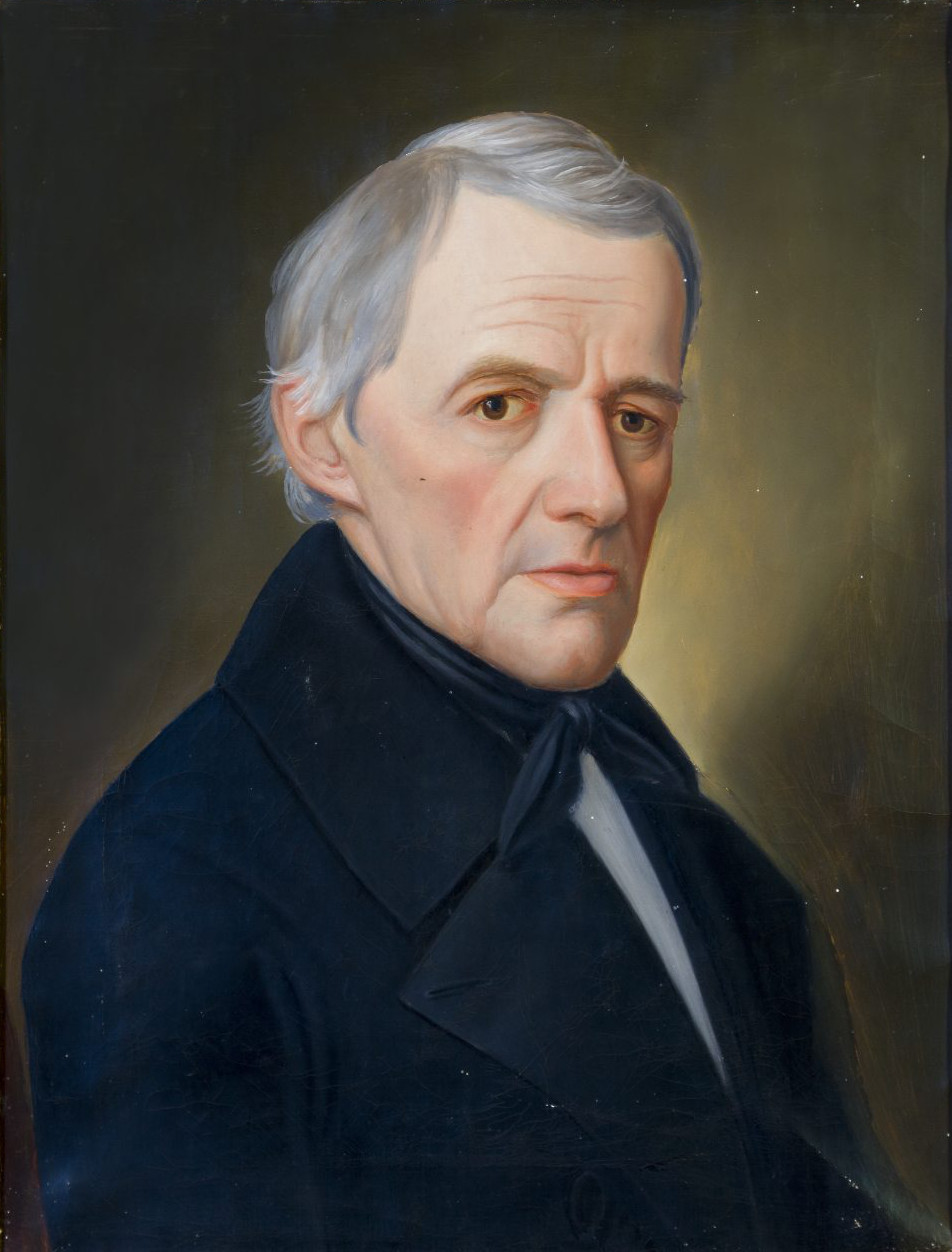
Selbstbildnis von Franz Sales Lochbihler

Franz Sales Lochbihler (* 29. Januar 1777 in Wertach; † 30. März 1854 in Kempten) war ein Maler des Allgäus, ungarischer Klöster und Adeliger sowie Hofmaler des königlichen bayerischen Hofes.

## Leben

### Kindheit und Ausbildung
Lochbihler wurde am 29. Januar 1777 in eine sozial schwache Familie in Wertach geboren. Bereits während seiner Kindheit fiel er durch sein Talent für das Zeichnen auf und konnte durch erste Werke Geld verdienen. Obwohl seine Mutter dem Berufswunsch ihres Sohnes kritisch gegenüberstand und ihn für eine Tätigkeit als Hirte gewinnen wollte, konnte er durch die Unterstützung seines Vaters und von Mäzenen eine Lehre zum Künstler in der Stube des Malers Johannes Nepomuk Eberle in Marktoberdorf beginnen. Eberle hatte seine Fachkenntnisse in Rom aufgebaut. Er zog daraufhin jedoch nach Augsburg zum fürstbischöflichen Hof, wohin ihm Lochbihler folgte. Dort spezialisierte Lochbihler sich auf Miniaturportraits.

### Erfolg beim Adel
Im Alter von 23 Jahren ging Lochbihler nach Ungarn. Dort malte er im Auftrag von Klöstern und Aristokraten und heiratete eine in Ungarn geborene Frau. 1809 zwang der Krieg Lochbihler, mit seiner Frau über Österreich nach München zu fliehen. Am dortigen Königshof avancierte er zu einem  gefragten und gut bezahlten Künstler. König Maximilian I. Joseph ernannte Lochbihler dort zum Hofmaler. So zeichnete der junge Künstler in München Historienbilder, Altartafeln sowie Portraits. Daneben gestaltete er zwei Theatervorhänge für Münchner Unterhaltungshäuser. Für einen davon diente ein Gemälde von Guido Reni als Vorlage.
Während eines kurzen Aufenthalts erlitt Lochbihler eine Augenentzündung. Diese Erkrankung beeinträchtigte seine Sehkraft am rechten Auge mit der Zeit zunehmend.

### Rückkehr in die Heimat
Nach dem Tod König Maximilian I. Joseph im Jahr 1825 verlor Lochbihler seine Anstellung und zog zurück in seine Heimatregion Kempten. Dort gestaltete er Portraits für die Oberschicht der Bevölkerung. 1827 malte er den Theatervorhang für das Stadttheater Kempten, der trotz mehreren zeitgenössischen Änderungen durch andere Künstler als sein künstlerisches Hauptwerk gilt. Besonders durch diese Arbeit genoss Lochbihler einen guten Ruf im Magistrat der Stadt. Dieser verpachtete ihm auf seinen Wunsch hin für zehn Jahre das Theater, obwohl dieser mit der Leitung eines Theaters bisher keine Erfahrung gemacht hatte. Er baute das Theater im großen Stil um, der große Zuschauersaal besteht in der von Lochbihler gestalteten Form noch heute.
Kempten löste den Pachtvertrag auf Wunsch Lochbihlers im Jahr 1831 wieder auf. Als Entschädigung erhielt dieser 3.300 Gulden, um seine Schulden vom Theaterumbau zu tilgen.

### Tod seiner Frau und Rückzug ins Allgäu
Nach der Zeit als Leiter des Theaters zog sich Lochbihler mit seiner Frau in seinen Geburtsort Wertach zurück. Seine Frau erkrankte dort und wurde pflegebedürftig. Damit seine Gattin besser versorgt und verpflegt werden konnte, zog er mit ihr wieder nach Kempten. Er verweilte bis zu ihrem Tod in Kempten. Danach kehrte er dem Allgäu den Rücken und versuchte in München an alte Erfolge anzuschließen. Dies gelang ihm jedoch nicht. Von München zog es ihn wieder zurück nach Kempten, wo er am 30. März 1854 im Alter von 77 Jahren starb.
Heute erinnert die nach ihm benannte Maler-Lochbihler-Straße sowie eine Tafel an einem seiner Wohnhäuser in der Nähe des Kornhauses in Kempten an den Künstler.

## Werke (Auswahl)

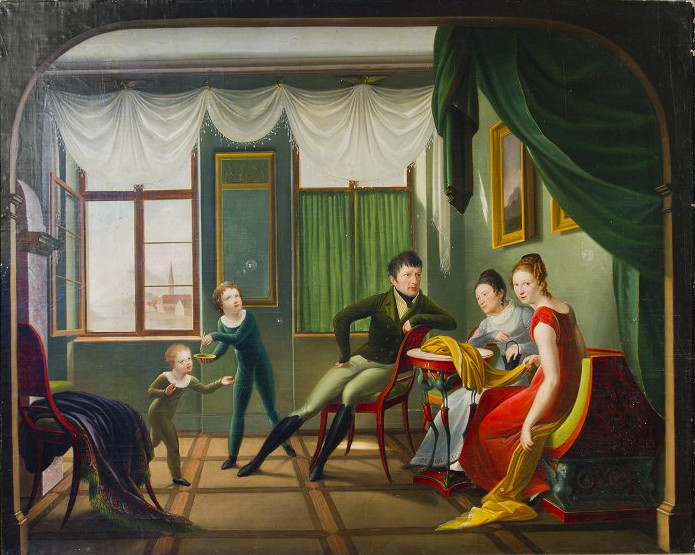
Franz Sales Lochbihler mit seiner Frau, Schwägerin und deren zwei Söhnen

Lochbihlers Kunstwerke werden heute zu hohen Preisen auf Auktionen versteigert. Durch seine hohe Aktivität in mehreren Regionen ist die Anzahl seiner Gesamtwerke relativ undurchschaubar. Eine vollständige Aufzählung seiner Werke erweist sich als schwierig. 
- Selbstporträt von Lochbihler mit seiner Frau, Schwägerin und deren zwei Söhnen
- Selbstporträt
- Porträt von Hildegard Louise Charlotte
- Landschaftsgemälde mit dem Ehepaar Katharina und Simon Kremser mit Blick auf die Iller
- Theatervorhang im Stadttheater Kempten
- Heinrich der Kempter, Monumentalgemälde aus dem Jahr 1844
- Porträt einer Frau mit Schal[2]
- Achill schleift den Leichnam Hektors zum Schiffslager der Griechen[3]
- Altarblatt „Heilige Familie“
- Entführung der beiden Müllerstöchter
- Fliehende Araber
- Der Verweis
- Allergorie mit Athena und Herakles
- Oberitalienische Landschaft
- Landschaft bei Oberstdorf
- Sintflut
- Verstoßung der Hagar[4]